# نوکارکردگرایی
نوکارکردگرایی (انگلیسی: Neofunctionalism) نظریه‌ای در همگرایی منطقه‌ای است که با کاستن از اهمیت جهانی‌شدن، بر اهمیت سرزمین در حکومت تاکید می‌کند. کارکردگرایی را عموماً نخستین نظریهٔ همگرایی اروپایی می‌دانند که در سال ۱۹۵۸ توسط ارنست هاس به عنوان پژوهش دکترا ارائه شد. نوکارکردگرایی به دنبال توضیح روندهای همگرایی در اروپاست و در صدد پاسخ به این پرسش است که چرا دولت‌ها قبول می‌کنند که بخشی از یک سازمان فراملی باشند. رویکرد ژان مونه به همگرایی اروپایی که به دنبال همگرایی قسمت‌های واحد با امید رسیدن به «تاثیر سرریزی» و افزایش همه‌جانبهٔ همگرایی‌ست، در پی مکتب نوکارکردگرایی ارائه شده است.
ارنست هاس بعدها نظریهٔ نوکارکردگرایی را ملغی اعلام کرد؛ اگرچه در آثار پایانی خود به آن برگشت. پس از پیمان ماستریخت، نوکارکردگرایی متحول شده و شامل دیدگاه‌های جدید شد. «نظریه‌های همگرایی قانونی»، «رویکردهای نهادگرایانه» و «رویکرد تاریخی-اجتماعی برساخت‌گرایانه» و «نو-نوکارکردگرایی» از جملهٔ این دیدگاه‌ها بودند. اگرچه تمام این نظریه‌ها صراحتاً متعلق به نوکارکردگرایی نیستند، این نظریه را برای توضیح بهتر روندهای تصمیم‌گیری و توسعهٔ حکومت فراملی درون همگرایی اروپایی به کار بسته‌اند.
امروزه نوکارکردگرایی یکی از شناخته‌شده‌ترین نظریه‌ها دربارهٔ همگرایی اروپاست. در دهه‌های اخیر، نظریهٔ هاس توسط محققان گوناگون احیا شده است. از نظر آن‌ها میراث نظری نوکارکردگرایی می‌تواند به طور مستقیم به مطالعات اروپا و منطقه‌گرایی مقایسه‌ای در دوران حاضر کمک کند.

## استدلال‌های مرکزی در نوکارکردگرایی
نوکارکردگرایی روندهای همگرایی منطقه‌ای را با اشاره به سه عاملِ عِلی توصیف کرده و مورد بررسی قرار می‌دهد:
- افزایش وابستگی متقابل اقتصادی میان ملت‌ها
- ظرفیت سازمانی برای حل اختلافات و ساختن رژیم‌های حقوقی بین‌الملل
- جایگزین شدن رژیم‌های مقررات دولتی توسط قوانین فراملیِ بازار

نظریهٔ نوکارکردگرایی در ابتدا کاهش اهمیت ملی‌گرایی و دولت-ملت را فرض می‌گرفت و پیش‌بینی می‌کرد که به مرور زمان، شخصیت‌های منتخب سیاسی، گروه‌های نفوذ و منافع تجاری درون دولت‌ها به سمت تلفیق تجاری در سطح فراملی خواهد رفت. هاس سه سازوکار را به عنوان محرک همگرایی مطرح می‌کند: سرریزی مثبت، جا به جایی وفاداری‌های داخلی و خودکارسازی فن‌سالارانه.
- اثر سرریزی مثبت به معنای آن است که همگرایی میان دولت‌ها در یک بخش اقتصادی، باعث می‌شود تا انگیزهٔ قوی برای همگرایی در دیگر قسمت‌ها فراهم شود تا تمام امتیازات همگرایی در قسمتی که آغاز شده دریافت شود.
- افزایش تعداد تراکنش‌ها و شدت مذاکرات هم‌گام با همگرایی منطقه‌ای صورت خواهد گرفت. این باعث ایجاد نهادهایی می‌شود که بدون توجه به حکومت‌های «محلی» فعالیت می‌کنند.
- سازوکار انتقال وفاداری‌های محلی را می‌توان با فهم این مسئله درک کرد که یک فرض مهم در دیدگاه نوکارکردگرایی، وجود یک جامعهٔ تکثرگرا درون دولت‌ملت‌های مربوط است. نوکارکردگرایان معتقدند که با سرعت گرفتنِ فرایند همگرایی، گروه‌های نفوذ و سازمان‌ها، وفاداری‌هایشان را از نهادهای ملی به سمت نهادهای فراملی اروپایی منتقل خواهند کرد. علت این پدیده آن است که این گروه‌ها متوجه می‌شوند که این نهادهای تازه‌تأسیس، گزینه‌های بهتری برای رسیدن به اهداف‌شان هستند.
- خودکارسازی فن‌سالارانه (Technocratic automaticity) به شیوه‌ای اشاره دارد که در آن با پیش‌روی همگرایی، نهادهای فراملی به سوی نظارت بر روند همگرایی می‌روند و خودشان در جریان این روند، از دولت‌ها قدرتمندتر خواهند شد.

نوکارکردگرایی در دو کتاب مهم دستخوش تغییر و تحول شده است: «همگرایی اروپایی و حکومت فراملی» (۱۹۹۸) و «نهادینه‌شدن اروپا» (۲۰۰۱).